# Male Rodne
Male Rodne – wieś w Słowenii, w regionie Sawińskim, w gminie Rogaška Slatina. 1 stycznia 2017 liczyła 132 mieszkańców.